# ابروزردک زیتونی
ابروزردک زیتونی (نام علمی: Elaenia mesoleuca) نام یک گونه از سرده ابروزردک است.